# Río Manuripi
El río Manuripi es un río amazónico largo de curso sucesivo de aproximadamente 225 km de longitud que nace en la República del Perú en la región de Madre de Dios e ingresa a territorio boliviano por el departamento de Pando específicamente por la provincia de Manuripi. El río Manuripi es navegable en gran parte de su curso y durante todo el año, pero sobre todo en los meses de diciembre a marzo debido a la gran crecida de sus aguas por la época de lluvia. Discurre en dirección este y se une con el río Tahuamanu para formar el río Orthon.

## Toponimia
El nombre Manuripi proviene del idioma araona, que significa "río querido" en el idioma indígena.